# 男同志
男同志（おとこどうし）は、かつて存在したお笑いコンビ。1990年結成、1998年解散。大川興業所属。

## メンバー
- コンタキンテ（こんたきんて、本名：今田 景一<こんた けいいち>、1968年12月3日 - ）（ツッコミ）

現在はフリーランスのピン芸人・役者・演出家として様々な舞台等で活動。
- 江頭2:50（えがしら にじごじゅっぷん、本名、江頭 秀晴〈えがしら ひではる〉、1965年7月1日 – ）（ボケ）

コンビ時代からピンで活動し、解散後も引き続きメディアで活躍中。現在はばんぺいゆマネジメント所属。

## 概要
主に下ネタやゲイを思わせるネタを披露（代表的なネタで「新興宗教 ホモの家族」ホンモノの家族を省略した名称）。爆笑問題、ネプチューン、海砂利水魚、出川哲朗、オセロ、よゐこ、ロンドンブーツ1号2号と言った、いわゆる「ボキャブラ世代」として活躍した。当初から江頭のピンでの出演が目立ち、世間では「江頭は男同志というコンビでコントもやっていた」程度の認識がなされることが多く、コンビでのテレビ出演は稀だった。その後1998年に活動を休止した。

## 出演番組
- 夜鳴き弁天（フジテレビ）
- ピロピロ（フジテレビ）
- ボキャブラ天国（キャッチコピーは男色の悪魔→全裸禁止発令→全裸禁止解除→男色の悪魔）
- お笑いサバイバル（第2回優勝）
- さんまのナンでもダービー（テレビ朝日）
- 北野ファンクラブ（1994年10月放送）
- タモリ倶楽部（1995年1月6日放送）

## ディスコグラフィー
CD
- 男同志『a・ナルシズム』（キャプテンレコード） 1991年4月

## 参照元
1. ↑  コンタキンテのプロフィール｜Ameba (アメーバ) - Amebaプロフィール